# Вильбре
Вильбре́ (фр. Villebret) — коммуна во Франции, находится в регионе Овернь. Департамент коммуны — Алье. Входит в состав кантона Марсийя-ан-Комбрай. Округ коммуны — Монлюсон.
Код INSEE коммуны — 03314.

## Население
Население коммуны на 2008 год составляло 1258 человек.
| 1962 | 1968 | 1975 | 1982 | 1990 | 1999 | 2008 |
| ---- | ---- | ---- | ---- | ---- | ---- | ---- |
| 476  | 479  | 512  | 696  | 865  | 1021 | 1258 |

## Экономика
В 2007 году среди 849 человек в трудоспособном возрасте (15—64 лет) 642 были экономически активными, 207 — неактивными (показатель активности — 75,6 %, в 1999 году было 72,9 %). Из 642 активных работали 613 человек (321 человек и 292 женщины), безработных было 29 (16 мужчин и 13 женщин). Среди 207 неактивных 75 человек были учениками или студентами, 82 — пенсионерами, 50 были неактивными по другим причинам.

## Достопримечательности
- Церковь Сент-Этьен (XII-XIII века)
- Часовня Сен-Сюльпис (XII век)
- Фонтан возле церкви
- Замок Модьер